# Monzambano
Monzambano (Mosambà in dialetto alto mantovano, Monzanbàn in veneto) è un comune italiano di 4 803 abitanti della provincia di Mantova in Lombardia.
Il suo territorio è prevalentemente collinare, infatti è un paese situato tra le colline moreniche a sud del lago di Garda, nell'Alto Mantovano. La locale parrocchia fece parte della Diocesi di Verona fino al 1977, a testimonianza delle radici venete dell’abitato.

## Geografia fisica

### Clima
Ha il classico clima continentale della provincia Mantovana.

## Origini del nome
Il nome di Monzambano deriva dal latino mons (monte) e Zambanus, nome proprio.

## Storia

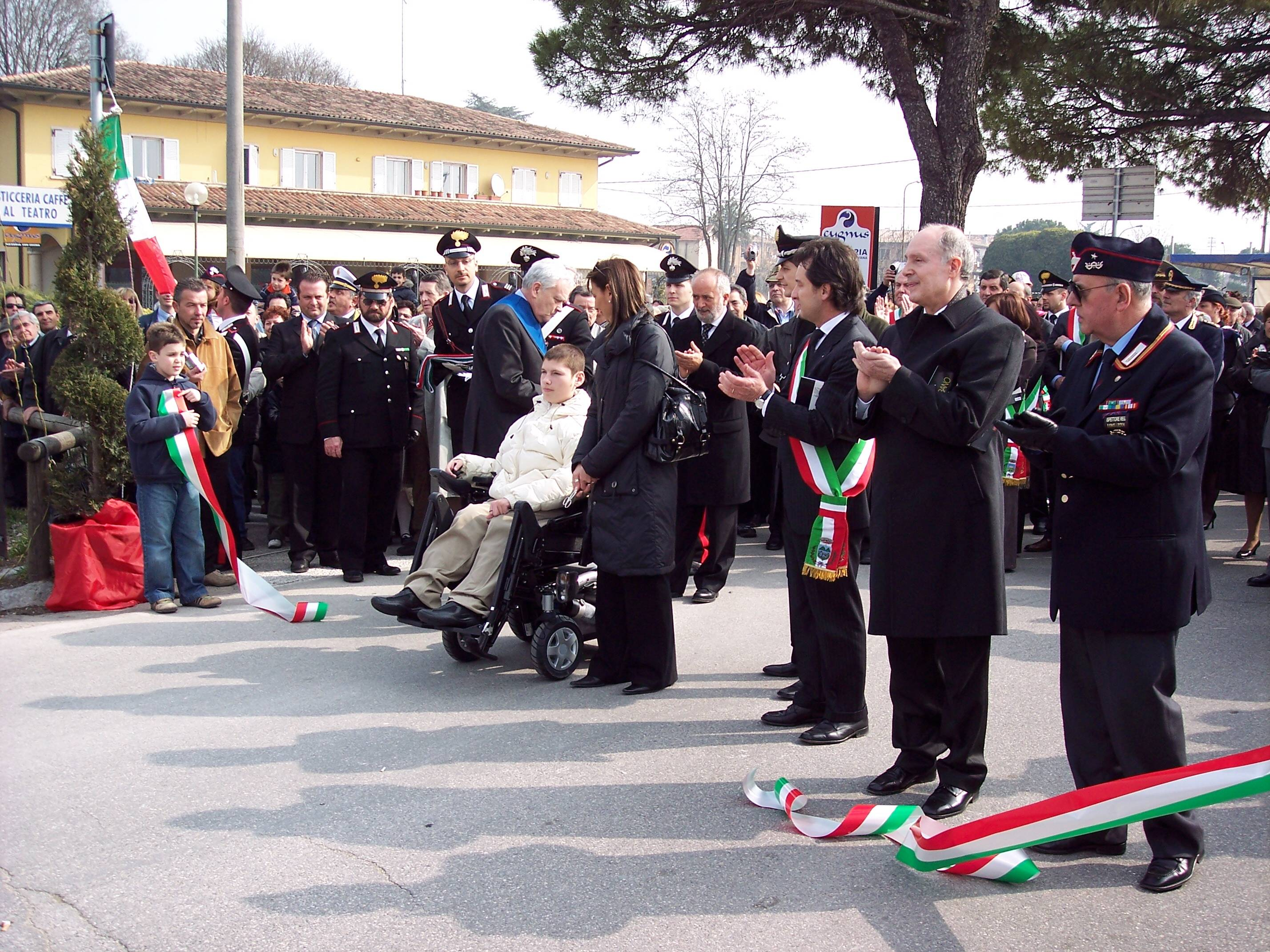
Inaugurazione del ponte ai Carabinieri con Riccardo Scaioli.

Monzambano è abitata fin dall'età del bronzo come testimoniano i ritrovamenti di un villaggio palafitticolo in località  Fondo Tacoli di Castellaro Lagusello nella frazione di Castellaro Lagusello. Nel 2011 tale area è stata inserita fra i patrimoni dell'umanità dell'UNESCO (all'interno del sito sovrannazionale denominato Antichi insediamenti sulle Alpi).
Monzambano faceva parte almeno dal 1199, con Ponti sul Mincio, Peschiera del Garda e Valeggio sul Mincio, del sistema difensivo veronese ad est, costituito da castrum posti in posizioni tattiche per preservare i confini scaligeri. Quando Verona nel 1405 finì sotto l'influenza veneziana, anche Monzambano ne seguì le sorti.
Monzambano rimase sotto la Serenissima fino al 1797, anno della calata di Napoleone Bonaparte in Italia, quando il castello divenne un caposaldo della resistenza veneta ai francesi. Napoleone dopo la vittoria poté da qui partire alla conquista della stessa Verona e Venezia. Con il trattato di Campoformio, Monzambano entrò a far parte della Repubblica Cisalpina, dapprima nel dipartimento del Benaco (maggio 1798), in seguito in quello del Mincio (settembre 1798). Da quel momento, la sua storia si legò a quella mantovana.
Nel corso della prima guerra d'indipendenza, il 9 aprile 1848 Monzambano fu teatro di uno scontro tra una divisione piemontese (generale Breglia) e forze austriache che, dopo aver abbandonato la zona, si attestarono al di là del Mincio distruggendo il ponte. I genieri riuscirono tuttavia a riattivarlo e le truppe piemontesi passarono il fiume costringendo gli austriaci alla ritirata. Nel corso della terza guerra d'indipendenza, nella stessa giornata della sconfitta di Custoza, il 24 giugno 1866, il ponte di Monzambano fu vittoriosamente difeso da cavalleria e fanteria italiana che, comandate da Pianell, respinsero gli attacchi austriaci tesi a tagliare una delle vie di ritirata. Furono presenti nelle due battaglie anche i Carabinieri ai quali il 25 marzo 2006 è stato intitolato lo storico ponte.

## Architetture civili e militari
- Villa Arrighi, del XVII secolo [8]
- Castello di Castellaro Lagusello un'antica roccaforte risalente al XIII secolo.

## Siti archeologici
- Sito palafitticolo Fondo Tacoli nella Riserva naturale Complesso morenico di Castellaro Lagusello, situato nella frazione Castellaro Lagusello

Nel giugno 2011 il sito è stato inserito nella lista del Patrimonio dell'umanità dell'UNESCO, nell'ambito del sito seriale transnazionale Siti palafitticoli preistorici attorno alle Alpi.
Del sito fanno parte 19 abitati palafitticoli italiani, dei quali 10 si trovano in Lombardia.

## Architetture religiose
- Chiesa di San Michele

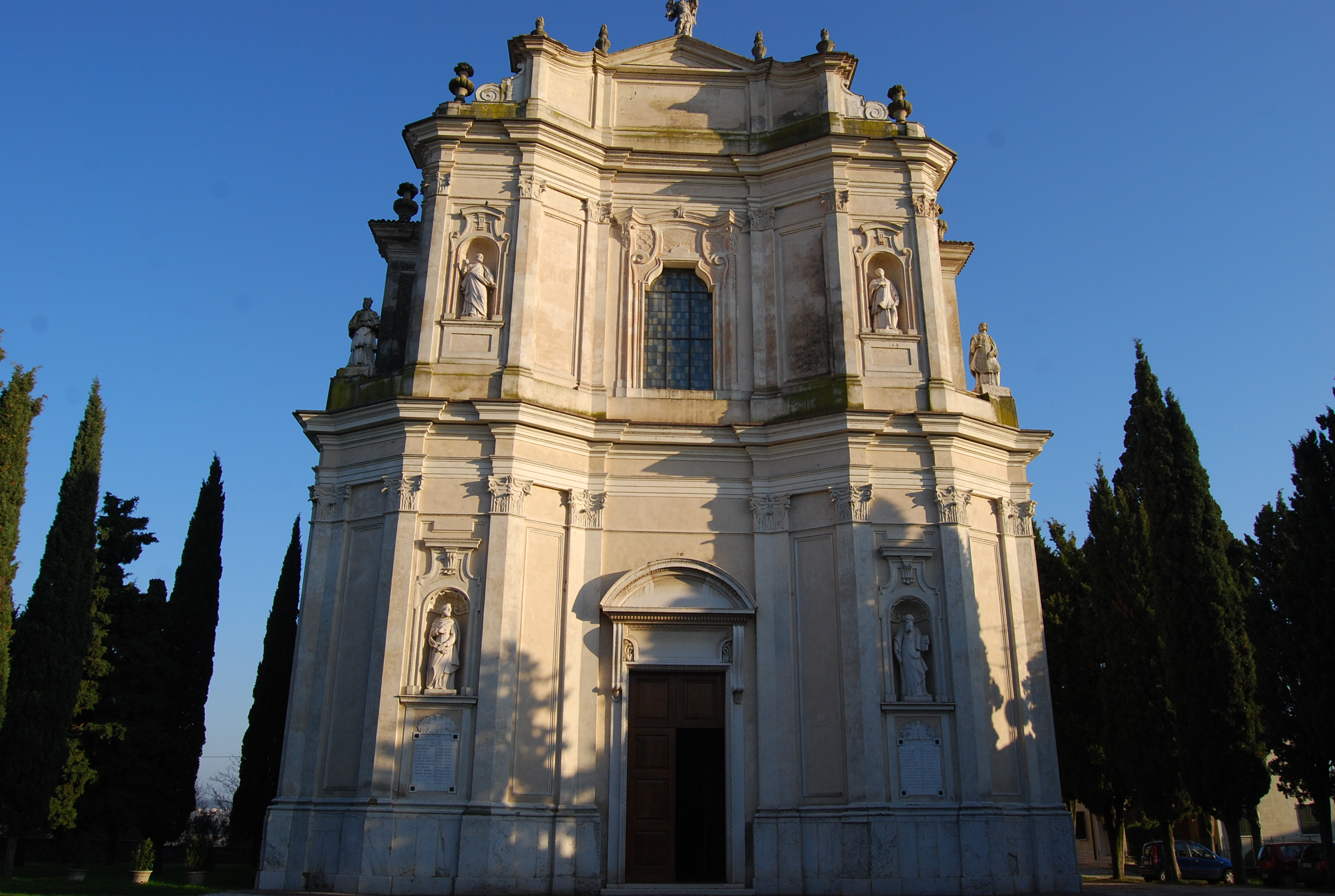
La chiesa di San Michele

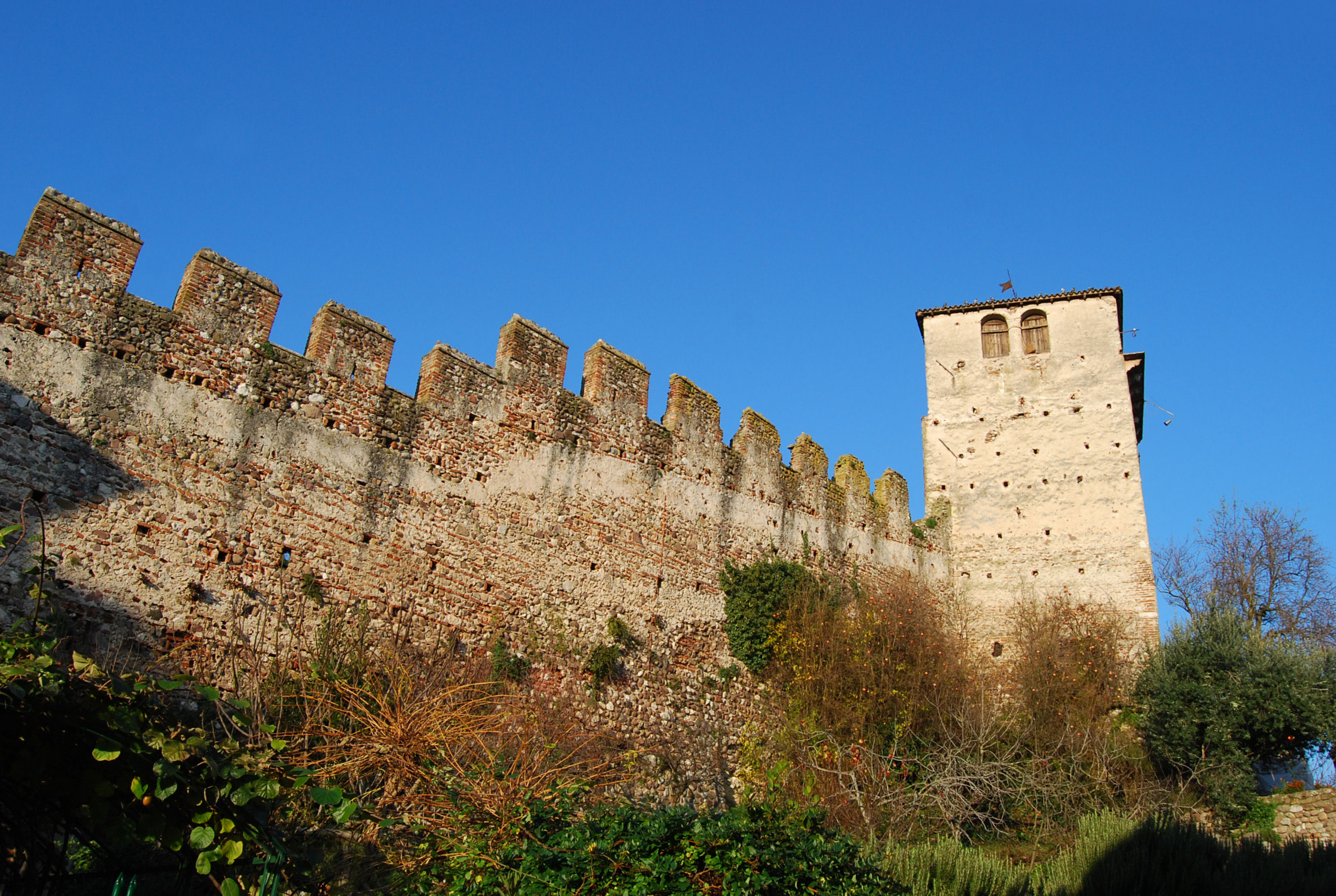
Il castello di Monzambano

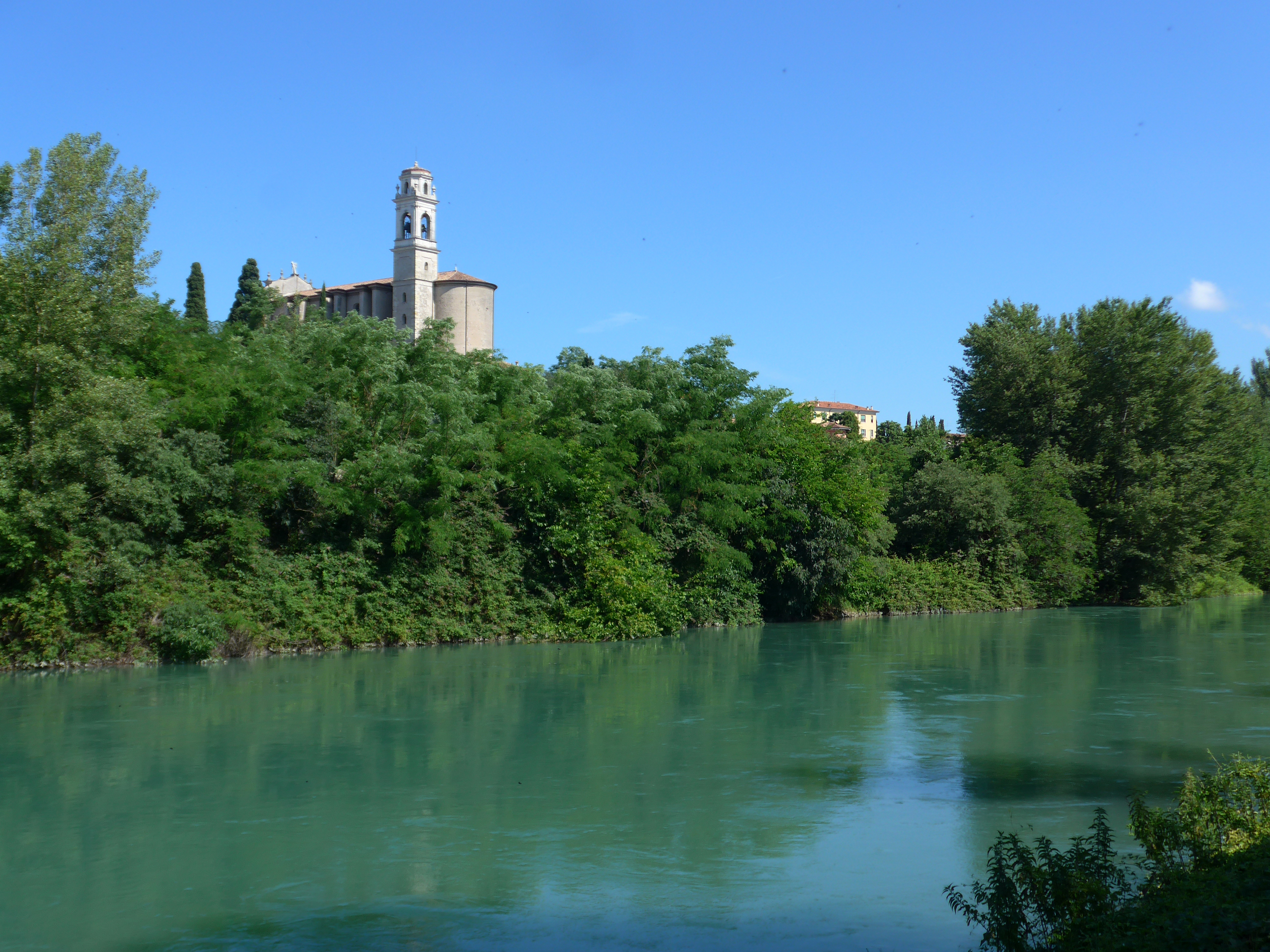
Il fiume Mincio a Monzambano

- Oratorio di Santa Maria Annunciata, del XVI secolo
- Oratorio di San Biagio
- Oratorio di San Giuseppe
- Oratorio di San Pietro
- Oratorio della Beata Vergine delle Grazie
- Oratorio di Santa Caterina da Siena, del XVII secolo

## Società

### Evoluzione demografica
Abitanti censiti

## Cultura
Il nome di Monzambano ebbe notorietà universale dalla fine del XVII secolo allorché comparve la famosa opera del celebre filosofo tedesco Samuel von Pufendorf sullo De Statu imperii germanici Liber Unus (Dello Stato dell'Impero germanico), pubblicato nel 1667 sotto lo pseudonimo "Severini de Monzambano Veronensis".

## Infrastrutture e trasporti
La stazione di Monzambano sorgeva lungo la ferrovia Mantova-Peschiera, attiva fra il 1934 e il 1967.